# Der Mann ohne Herz

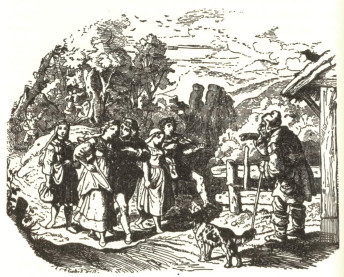
Die Brüder kommen mit den Bräuten. Holzschnitt, Ludwig Richter

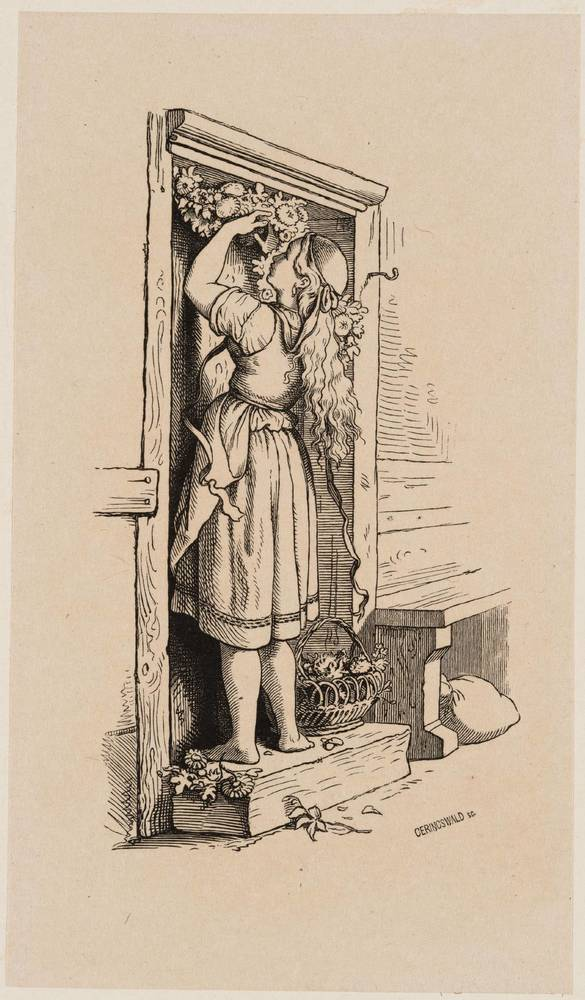
Die Jüngste schmückte die Tür, weil sie glaubte das Herz des Zauberers erfreuen zu können. Holzschnitt, Ludwig Richter

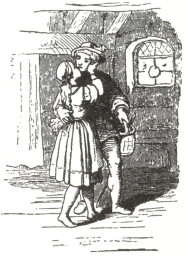
Braut und Bräutigam sind vereint. Holzschnitt, Ludwig Richter

Der Mann ohne Herz ist ein Märchen (AaTh 303 A, 302). Es steht in Ludwig Bechsteins Deutsches Märchenbuch ab 1853 an Stelle 17 und stammt aus Karl Müllenhoffs Sagen, Märchen und Lieder der Herzogthümer Schleswig, Holstein und Lauenburg von 1845 (Buch 4, Nr. 7: Vom Mann ohne Herz).

## Inhalt
Sieben Brüder wollen heiraten, der Jüngste muss das Haus hüten, die anderen holen sieben Bräute aus der Stadt. Im Wald lebt ein alter Mann, der will auch eine. Sie weigern sich, da versteinert er die sechs Brüder und sechs der Schwestern mit seinem Stab und behält die Jüngste, die ihm den Haushalt machen muss. Weil sie fürchtet, er könnte sterben und sie würde vereinsamen, verrät er ihr, dass er kein Herz in der Brust hat und nicht sterben könne. Sein Herz sei in der Bettdecke bzw. in der Haustür. Als sie diese dann schmückt, damit sein Herz sich daran erfreue, gibt er zu, nur gescherzt zu haben und, dass es in einer alten Kirche sich befinde. Im Kirchenraum flattere ein kleiner Vogel umher, der habe sein Herz und wenn ihn jemand töte, wird der alte Zauberer sterben. Das erzählt sie dem Jüngsten, der auf der Suche nach seinen Brüdern vorbei kommt. Sie gibt ihm Essen mit, er lässt unterwegs einen Ochsen, ein Wildschwein und den Greifen mitessen. An der Kirche säuft der Ochse den Graben aus, das Schwein sprengt die Mauer, und der Greif fasst den Vogel. Den nimmt der Jüngste mit, sie versteckt ihn mit dem Herzvogel unter dem Bett. Als der Alte herein kommt, ist er krank und stirbt, weil der junge Mann bei dem Gedanken an seine versteinerten Brüder den Herzvogel in seiner Hand zerdrückt. Die Brüder werden erlöst und der Zauberer findet endlich seine Ruhe.

## Versionen
In Müllenhoffs Version kneift der Bursche den Herzvogel mit Bedacht tot. Bechstein hingegen nimmt seiner Version diese Härte und lässt den Jüngling erst eine Rechtfertigung abgeben, der Alte habe ihm zwar nichts Böses getan, aber seine Brüder versteinert und seine Braut für sich behalten, und ehe er sich versieht, hat er den Vogel totgekneift.

## Herkunft
Das Märchen steht bei Bechstein ab 1853 und ist bei ihm ohne Anmerkung. Müllenhoff hatte es von Wilhelm Michaelsen aus Meldorf. Er hielt es „mit Sicherheit für undeutsch“. Der Dämon ist hier vergleichsweise harmlos geschildert, weshalb auch zum Schluss die direkte Konfrontation mit dem Helden wohl vermieden wird. Oft ist das Seelenversteck komplexer verschachtelt, mit einer Folge aus mehreren Tieren, zuletzt Ei im Vogel (vgl. Grimms Die Kristallkugel, Die drei Schwestern). Walter Scherf vergleicht Der Wassermann in August Eys Harzmärchenbuch, Nr. 54, Von den zwölf Brüdern, die zwölf Schwestern zu Frauen suchen in Josef Haltrichs Deutsche Volksmärchen aus dem Sachsenlande in Siebenbürgen, Nr. 34, Die zwölf Brüder in Paul Nedos Sorbische Volksmärchen, Nr. 24, Vom Riesen, der kein Herz im Leibe hatte in Peter Christen Asbjørnsens Eventyrbog for Børn I, Nr. 37. Der Anfang klingt wie Die sieben Raben oder Die sieben Täublein, der Alte im Wald wie Das Waldhaus, die Versteinerung wie Die zwei Brüder, Jorinde und Joringel. Die External Soul (AaTh 302) erscheint bei Bechstein auch in Seelenlos, in Grimms Märchen nur am Rande (Die Kristallkugel, Die drei Schwestern).